# Peter Strickland
Peter Strickland, född 21 maj 1973, är en brittisk filmregissör.

## Filmografi
- 2012 – Berberian Sound Studio
- 2014 – The Duke of Burgundy
- 2018 – In Fabric
- 2022 – Flux Gourmet